# Мальборский повет
Мальборский повят (пол. Powiat malborski) — повят (район) в Польше, входит как административная единица в Поморское воеводство. Центр повята — город Мальборк. Занимает площадь 494,63 км². Население — 64 208 человек (на 30 июня 2015 года).

## Административное деление
- города: Мальборк, Новы-Став
- городские гмины: Мальборк
- городско-сельские гмины: Гмина Новы-Став
- сельские гмины: Гмина Лихновы, Гмина Мальборк, Гмина Милорадз, Гмина Старе-Поле

## Демография
Население повята дано на 30 июня 2015 года.
| Перепись            | Всего  | Мужчины | Женщины |
| ------------------- | ------ | ------- | ------- |
|                     | чел.   | чел.    | чел.    |
| Всего               | 64 208 | 31 367  | 32 841  |
| Городское население | 43 218 | 20 828  | 22 390  |
| Сельское население  | 20 990 | 10 539  | 10 451  |